# NGC 252
NGC 252 ist eine Linsenförmige Galaxie vom Hubble-Typ S0/a im  Sternbild Andromeda am Nordsternhimmel. Sie ist schätzungsweise 227 Millionen Lichtjahre von der Milchstraße entfernt und hat einen Durchmesser von etwa 90.000 Lichtjahren.

Im selben Himmelsareal befindet sich die Galaxie NGC 258, NGC 260, IC 1584.
Die Typ-IaP-Supernova SN 1998de wurde hier beobachtet.
Das Objekt wurde am  26. Oktober 1786 von dem deutsch-britischen Astronomen Wilhelm Herschel entdeckt.

## NGC 252-Gruppe (LGG 12)
| Galaxie  | Alternativname | Entfernung/Mio. Lj |
| -------- | -------------- | ------------------ |
| NGC 252  | PGC 2819       | 227                |
| NGC 260  | PGC 2844       | 240                |
| PGC 2627 | UGC 470        | 239                |
| PGC 2752 | CGCG 500-092   | 237                |
| PGC 2865 | UGC 501        | 234                |